# Cheshmeh Khānī-ye ‘Olyā
Cheshmeh Khānī-ye ‘Olyā (persiska: چِشمِه خانئ عُليا, چشمه خانی علیا) är en ort i Iran.   Den ligger i provinsen Lorestan, i den nordvästra delen av landet, 300 km sydväst om huvudstaden Teheran. Cheshmeh Khānī-ye ‘Olyā ligger 1 975 meter över havet och antalet invånare är 120.
Terrängen runt Cheshmeh Khānī-ye ‘Olyā är huvudsakligen kuperad, men österut är den bergig. Cheshmeh Khānī-ye ‘Olyā ligger nere i en dal.Runt Cheshmeh Khānī-ye ‘Olyā är det ganska tätbefolkat, med 72 invånare per kvadratkilometer. Närmaste större samhälle är Aleshtar, 19,1 km söder om Cheshmeh Khānī-ye ‘Olyā. Trakten runt Cheshmeh Khānī-ye ‘Olyā består i huvudsak av gräsmarker.